# Paul Kiroul
Paul Kiroul (Berchem, 9 mei 1873 - Sint-Andries, 8 oktober 1937), pseudoniem van Edward Peeters, was een Vlaams schrijver. Hij wordt beschouwd als een pionier van de pedagogische beweging in Vlaanderen en van het Vlaamse kinderboek.

## Militair
Kiroul, zoon van een leraar, had middelbaar onderwijs gevolgd waarna hij aan een normaalschool ging studeren, maar die studies onderbrak om militair te worden. Hij zette zich onmiddellijk in om de vervlaamsing in het leger te stimuleren. Hij publiceerde verschillende geschriften hierover:
- De Vlaamsche taal in het leger;
- Het Vlaamsche leger;
- Het gewapende Vlaanderen (maandblad);
- De Vlaamsche krijgstaalkunde.

Na vijf jaar was hij echter het leger moe en verliet het.

## Actieve pedagogie
In 1898 behaalde hij dan toch zijn onderwijzersdiploma, voor de Middenjury. Hetzelfde jaar trouwde hij met Maria Verstrynge, kleindochter van de schrijfster Johanna Courtmans-Berchmans (1811-1890).
Hij werd aangeworven door het stedelijk onderwijs in Oostende. Weldra lag hij overhoop met inspectie, directie en collega's. Hij werd vijfmaal naar een andere stadsschool overgeplaatst. De reden hiervoor was dat het er, volgens zijn critici, in zijn klas ongeordend aan toe ging. Zijn pedagogische overtuiging was dat lesgeven het beste kon gebeuren in een losse, ontspannen sfeer.
Toen hij hiervoor geen gehoor vond in zijn directe omgeving, ging hij op zoek naar gelijkgezinden in eigen land en in het buitenland. Hij en anderen propageerden de 'actieve school' in plaats van de 'zitluisterschool'.
Hij werd bijzonder actief in opvoedkundige kringen.
- In 1907 stichtte hij een eigen uitgeverij, de Nouvelle Bibliothèque Pédagogique - Nieuwe Opvoedingsboekerij, die pedagogische werken en brochures van zijn hand publiceerde.
- In 1909 stichtte hij het tijdschrift Minerva, waaruit in 1910 het Bureau International de Documentation Educative ontstond.

## Oostburg
Aan het begin van de Eerste Wereldoorlog week Kiroul met zijn gezin uit naar Nederland. Hij verbleef eerst in Sluis, vervolgens in Schoondijke en in juni 1915 opende hij in Oostburg een school voor kinderen van uitgeweken Belgen, die hij als een opvoedkundig laboratorium beschouwde. Het was een van de zeventig scholen in Nederland waar Belgische kinderen door Belgische leerkrachten onderwezen werden, maar kreeg weldra een bijzondere reputatie, met voor- en tegenstanders. Kiroul had dertig à veertig leerlingen tussen de 6 en 16 jaar. Aangezien hij zich steeds met maar één leeftijdsgroep tegelijk bezig kon houden, gaf hij de anderen opdrachten die ze zelfstandig moesten uitvoeren.
In Nederland had hij vooral contacten met Jan Ligthart, onderwijzer in Den Haag, die er dezelfde pedagogische principes en werkwijzen als Peeters op nahield.

## Opnieuw in Oostende
Na de oorlog moest Kiroul vaststellen dat zijn huis in Oostende verwoest en leeggeplunderd was. Hij ging opnieuw aan de slag als onderwijzer en maakte weer werk van zijn nationale en internationale contacten met andere pedagogen.
Hij stichtte in 1919:
- Het Schoolblad voor Vlaanderen;
- Vlaamsche opvoedkundige bibliotheek.

In 1922 stichtte hij de Vlaamse Opvoedkundige Vereniging, waarvan hij de eerste voorzitter was.

## Auteur van sprookjes en verhalen

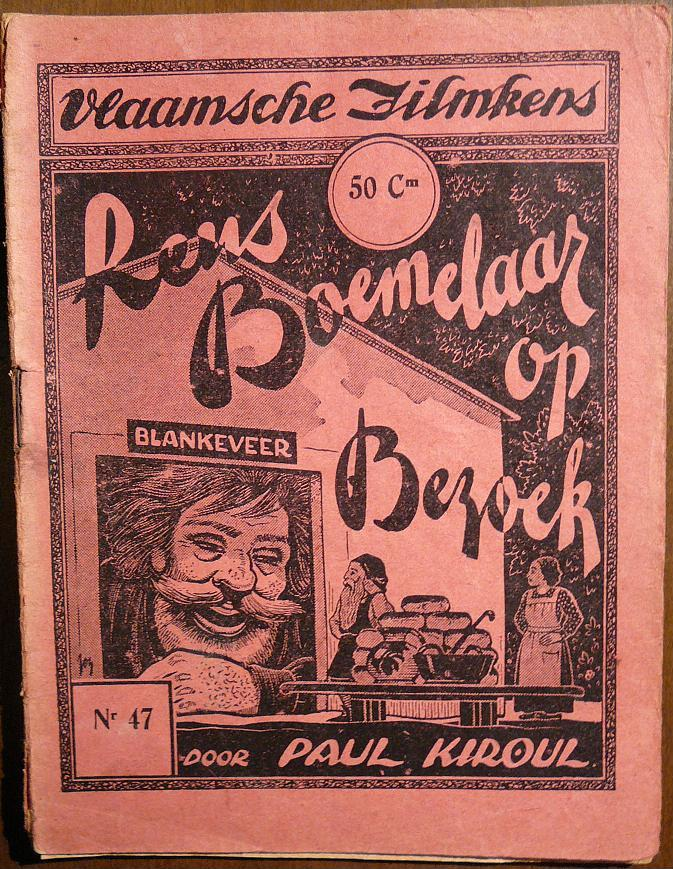
Cover van een Vlaams Filmpje (toen nog: Vlaamsch Filmke) uit 1931: Reus Boemelaer op bezoek geschreven door Paul Kiroul.

Kirouls gezondheid werd slechter en in 1923 ging hij met pensioen. Hij ging met zijn vrouw in Sint-Andries wonen in villa Buitenrust. De energie was echter nog niet verdwenen. Hij gebruikte zijn laatste levensjaren vooral voor het schrijven en publiceren van kinderboeken en sprookjes. In totaal schreef hij 147 verhalen.

## Publicaties
Edward Peeters publiceerde het meest onder de naam Paul Kiroul. Hij heeft echter ook andere pseudoniemen gebruikt, onder meer E. Van Hove, Yours, Frits van 't Hof. Ook de meeste sprookjes publiceerde hij onder zijn pseudoniem Paul Kiroul, de naam waaronder hij sindsdien beter bekend is dan onder zijn eigen naam.
Wat betreft pedagogie schreef hij veel artikelen in bladen en tijdschriften. Zo publiceerde hij na de oorlog fragmenten uit het oorlogsdagboek dat hij had bijgehouden, in het Schoolblad voor Vlaanderen (1920 en 1921).
Volgende publicaties zijn te noteren:
- Het Vlaamsche Leger, 1897 en de andere hierboven vermelde legerpublicaties.
- Ostendiana. Roemrijke bladzijden uit de geschiedenis van Oostende, 1903.
- Een gelukzalige ziel, 1914.
- Over het begrip opvoedkunde met betrekking tot de opvoedkundige beweging in Vlaanderen, 1922.
- Schoolmeestersbrieven over dagelijksche zaken, 1924.
- Wat de elfe van het sprookjeshof vertelde, Brugge, Excelsior, 1926.
- Rond den dorpstoren, 1933.
- Sprookjes en sprookjeswijsheid, 1934.
- Van Canteclaer en zijn kippen (Sprookjesbibliotheek P. Kiroul, n° 18), 1928.
- Van Dikkopje die zijn ziel verkocht aan meneer Pastoor, 1928.
- De rozenkrans van moeder zaliger, 1928.
- Klaas Roggebrood koning werd van ’t Zonneland (Sprookjesbibliotheek n° 9), 1929.
- Oude Kobus en Frikkelstaartje, 1930.
- De rozenkrans van Moeder zaliger, 1930.
- Bloesems van ’t sprookjeshof (Vergeet-mij-nietje I), 1930.
- Mijn geloof: gezellige praatjes met verstandige jongeren, 1931.
- Prulleken.
- Van zeven reuzen en een dwerg.
- Van een kabouter die wilde een mensch worden.
- Prinses Zonnestraal.
- Oude Kobus en Fikkelstaartje.
- Fikke Spring in 't veld.